# Браничево (село)
Браничево (болг. Браничево) — село в Болгарии. Находится в Шуменской области, входит в общину Каолиново. Население составляет 1305 человек.

## Политическая ситуация
В местном кметстве Браничево, в состав которого входит Браничево, должность кмета (старосты) исполняет Сали Юсуф по результатам выборов.
Кмет (мэр) общины Каолиново — Нида Намыков Ахмедов Движение за права и свободы (ДПС)) по результатам выборов.